# Фердејл (Северна Дакота)
Фердејл (енгл. Fairdale) град је у америчкој савезној држави Северна Дакота.

## Демографија
По попису из 2010. године број становника је 38, што је 13 (-25,5%) становника мање него 2000. године.
| Група             | 2000.      | 2010.      |
| Белци             | 50 (98,0%) | 35 (92,1%) |
| Афроамериканци    | 0 (0,0%)   | 0 (0,0%)   |
| Азијати           | 0 (0,0%)   | 1 (2,6%)   |
| Хиспаноамериканци | 0 (0,0%)   | 2 (5,3%)   |
| Укупно            | 51         | 38         |